# Ristolas
Ristolas era una comuna francesa situada en el departamento de Altos Alpes, de la región de Provenza-Alpes-Costa Azul, que el uno de enero de 2019 pasó a ser una comuna delegada de la comuna nueva de Abriès-Ristolas.

## Geografía
Está ubicada a 25 km al sureste de Briançon y fronteriza con Italia. 

## Demografía
| Gráfica de evolución demográfica de Ristolas entre 2006 y 2017 |
|                                                                |

Fuentes: INSEE.